# 王滿嬌
王满娇（1943年12月2日—），臺灣女演員，國立藝專（今國立臺灣藝術大學）影劇科表演組畢業。丈夫是已故導演余漢祥，育有一子一女，目前母子三人皆定居於新竹市。
王满娇自小生長農村，由於家境關係，顯得與其它農村家庭較為富裕，使王满娇出入都得學會打扮。王满娇就讀國立藝專期間，參加了第二屆中國小姐的選美，並獲得了第五名（據《臺灣蘋果日報》指出是第六名）。隔年，即投入了李行執導的電影《兩相好》，這也是其戲劇處女作；然而也在此時認識了導演林福地，自此開始接拍電影而出道。

## 電影
| 年份   | 片名                           | 角色     |
| ------ | ------------------------------ | -------- |
| 1962年 | 《兩相好》                     | 阿菊     |
|        | 《后街人生》                   | 林春玉   |
|        | 《丢丢咚》                     | 阿梅     |
|        | 《怀念的播音员》               | 陳姑     |
|        | 《内山姑娘》                   | 王母     |
|        | 《相思河畔》                   | 陳來     |
| 1963年 | 《相欠債》                     |          |
| 2011年 | 《皮克青春》                   | 楊阿嬤   |
| 2014年 | 《KANO》                       | 蘇阿姨   |
| 2015年 | 《滿月酒》                     | 張阿姨   |
| 2017年 | 《媽媽，晚餐吃什麼？》         | 江水月   |
| 2020年 | 《日後，回家路》               | 羅月妹   |
| 2020年 | 《最美麗的風景》               | 阿嬤     |
| 2023年 | 《關於我和鬼變成家人的那件事》 | 毛陳阿蘭 |
| 2025年 | 《詭鄉》                       |          |

## 電視劇
| 年份   | 頻道               | 劇名                                   | 角色     | 備註 |
| ------ | ------------------ | -------------------------------------- | -------- | ---- |
| 1972年 | 華視               | 《西螺七劍》                           | 黑孔雀   |      |
| 1972年 | 華視               | 《鳳山虎》                             | 血鳳凰   |      |
| 1975年 | 華視               | 《虎尾溪》                             | 梅春姑   |      |
| 1982年 | 華視               | 《男子漢》                             | 丁氏     |      |
| 1983年 | 華視               | 《紅樓夢》                             | 賈母     |      |
| 1983年 | 華視               | 《玉女神笛》                           | 了緣師太 |      |
| 1984年 | 華視               | 《天蠶再變》                           | 苦師太   |      |
| 1984年 | 華視               | 《大俠沈勝衣》                         | 杜九娘   |      |
| 1984年 | 華視               | 《神劍無敵》                           | 白素貞   |      |
| 1984年 | 華視               | 《鐵劍蘭花鷹》                         | 總督夫人 |      |
| 1984年 | 華視               | 《雙珠鳳》                             | 倪大娘   |      |
| 1985年 | 華視               | 《愛情慢跑》                           | 老闆娘   |      |
| 1986年 | 華視               | 《我在戀愛》                           | 平太太   |      |
| 1986年 | 華視               | 《幾度夕陽紅》                         | 奶媽     |      |
| 1986年 | 華視               | 《聖劍飛鷹》                           | 笑婆     |      |
| 1988年 | 華視               | 《酒瓶可賣否》                         | 阿鸞     |      |
| 1989年 | 華視               | 《海鷗飛處彩雲飛》                     | 賴瑞霞   |      |
| 1990年 | 華視               | 《六個夢之三朵花》                     | 周媽     |      |
| 1990年 | 華視               | 《小市民的天空》                       |          |      |
| 1992年 | 華視               | 《母雞帶小鴨》                         | 陳母     |      |
| 1992年 | 中視               | 《廈門新娘》                           | 金光嫂   |      |
|        | 華視               | 《劉伯溫傳奇》                         | 東海神尼 |      |
| 1993年 | 華視               | 《包青天》孔雀膽                       | 張氏     |      |
| 1996年 | 中視               | 《斷掌順娘》                           | 賴母     |      |
| 1997年 | 中視               | 《大姐當家》                           | 阿水嬸   |      |
| 1997年 | 台視               | 《石磨心》                             | 媒婆     |      |
| 1997年 | 民視               | 《嘉慶君遊台灣》                       | 陳阿嬤   |      |
| 1997年 | 華視               | 《台灣靈異事件》鬼妾                   |          |      |
| 1998年 | 華視               | 《台灣靈異事件》真假關公               | 吳母     |      |
| 1998年 | 中視               | 《大巡按蕃薯官》愛你愛到殺死你         | 朱夫人   |      |
| 1998年 | 中視               | 《大巡按蕃薯官》殺人傀儡               | 師母     |      |
| 1998年 | 中視               | 《大巡按蕃薯官》天才騙騙騙             | 紅姨     |      |
| 1998年 | 台視               | 《布袋和尚》變臉                       | 趙母     |      |
| 1998年 | 台視               | 《布袋和尚》二度梅                     | 鄒夫人   |      |
| 1998年 | 民視               | 《台灣作家劇場》-結婚                  | 阿琴     |      |
| 1998年 | 民視               | 《舉頭三尺有神明》                     | 王滿嬌   | 客串 |
| 1998年 | 台視               | 《古井情深》                           | 古井姆   |      |
|        | 華視               | 《驚奇劇場》                           | 林母     |      |
| 1999年 | 台視               | 《福德正神土地公》行樂圖               | 來婦     |      |
| 1999年 | 台視               | 《福德正神土地公》慧眼識丈夫           | 王夫人   |      |
| 1999年 | 台視               | 《福德正神土地公》半路認父             | 福嫂     |      |
| 1999年 | 台視               | 《台灣廖添丁》                         | 麗花     |      |
| 1999年 | 大愛電視台         | 《失落的名字》                         | 邱淑慈   |      |
| 1999年 | 華視               | 《台灣靈異事件》貓女                   |          |      |
| 1999年 | 華視               | 《台灣怪談》牽魂車                     | 白母     |      |
| 1999年 | 台視               | 《仙女當家》                           |          |      |
| 1999年 | 台視               | 《阿母的願望》                         | 阿滿     |      |
|        | 台視               | 《玫瑰瞳鈴眼》風塵戀花謎               | 蔡母     |      |
|        | 台視               | 《玫瑰瞳鈴眼》短命新娘                 | 許母     |      |
|        | 台視               | 《玫瑰瞳鈴眼》北投歌女淚               | 余母     |      |
|        | 台視               | 《玫瑰瞳鈴眼》情人看招                 | 高母     |      |
| 2000年 | 民視               | 《長男的媳婦》                         | 林李月好 |      |
| 2000年 | 華視               | 《媽祖》師公恩                         | 何夫人   |      |
| 2001年 | 民視               | 《爸爸的私生女》                       | 林母     |      |
| 2001年 | 台視               | 《江山樓》                             | 陳月理   |      |
| 2001年 | 三立台灣台         | 《台湾阿誠》                           | 林張純   |      |
| 2001年 | 台視               | 《一生緣》                             | 徐老夫人 |      |
| 2001年 | 三立台灣台         | 《戲說台灣》情人廟的詛咒               | 孫母     |      |
| 2001年 | 三立台灣台         | 《戲說台灣》養女神廟                   | 神廟婆   |      |
| 2002年 | 民視               | 《不了情》                             | 李香蘭   |      |
| 2002年 | 台視               | 《台灣男女真情事件》 - 扭轉命格的妙方  | 吳秀月   |      |
| 2002年 | 台視               | 《台灣男女真情事件》 - 究竟是誰在搞鬼? |          |      |
| 2003年 | 中視               | 《文英ㄟ厝邊》                         | 阿珠     |      |
| 2003年 | 中視               | 《呂洞賓》                             | 林母     |      |
| 2003年 | 公視               | 《孽子》                               | 楊妻     |      |
| 2003年 | 公視               | 《公視人生劇展 - 三尾活龍》            | 李妻     |      |
| 2003年 | 台視               | 《牽手向明天》                         | 吳嫂     |      |
| 2003年 | 八大第一台         | 《第一劇場》真心換絕情                 | 吳曾阿菊 |      |
| 2003年 | 八大第一台         | 《第一劇場》難忘的鳳凰橋               | 阿來嬸   |      |
| 2003年 | 八大第一台         | 《查某人的故事》一卡手指               | 阿福嬸   |      |
| 2004年 | 八大第一台         | 《第一劇場》斷魂女                     | 陳夫人   |      |
| 2004年 | 八大第一台         | 《第一劇場》抓交替                     | 張母     |      |
| 2004年 | 八大第一台         | 《第一劇場》幽魂上身                   | 王母     |      |
| 2004年 | 八大第一台         | 《第一劇場》紅頭繩                     | 水來嬸   |      |
| 2005年 | 八大第一台         | 《第一劇場》迎春接福獻財神             | 獻嬸     |      |
| 2005年 | 八大第一台         | 《第一劇場》鬼面具                     | 阿娥嬸   |      |
| 2005年 | 八大第一台         | 《第一劇場》鬼斧鴛鴦                   | 林彩鳳   |      |
| 2005年 | 八大第一台         | 《第一劇場》鬼情鬼愛                   | 蔡母     |      |
| 2005年 | 三立台灣台         | 《金色摩天輪》                         | 楊麗珠   |      |
| 2006年 | 民視               | 《親戚不計較》(EP2230登場)             | 吳阿滿   |      |
| 2006年 | 大愛電視台         | 《生命圓舞曲》                         |          |      |
| 2006年 | 八大第一台         | 《第一劇場》幽魂女復仇                 | 吳月梅   |      |
| 2007年 | 八大第一台         | 《第一劇場》大厝                       | 陳阿娥   |      |
| 2007年 | 大愛電視台         | 《鐵樹花開》                           | 駱奶     |      |
| 2008年 | 公視               | 《天平上的馬爾濟斯》                   | 吳奶奶   |      |
| 2009年 | 三立台灣台         | 《天下父母心》                         | 李張秀枝 |      |
| 2009年 | 中國大陸           | 《真愛諾言》                           | 王兰婶   |      |
| 2010年 | 大愛電視台         | 《愛的練習題》                         | 張母     |      |
| 2010年 | 三立台灣台         | 《家和萬事興》                         | 李王好   |      |
| 2010年 | 公視               | 《撞神》                               | 楊嬸     |      |
| 2011年 | 三立台灣台         | 《牽手》                               | 江李錦淑 |      |
| 2012年 | 大愛電視台         | 《守著你的我》                         | 黃媽媽   |      |
| 2012年 | 大愛電視台         | 《愛的微光》                           | 李張鳳   |      |
| 2012年 | 大愛電視台         | 《警察先生》                           | 周母     |      |
| 2013年 | 台視               | 《遇見幸福300天》                      | 林母     |      |
| 2014年 | 大愛電視台         | 《紅塵驛站》                           | 莊玲蘭   |      |
| 2014年 | 大愛電視台         | 《心語》                               | 蔡母     |      |
| 2014年 | 三立台灣台         | 《阿母》                               | 陳趙澎粉 |      |
| 2015年 | 大愛電視台         | 《文武親家》                           | 黃母     |      |
| 2015年 | 三立台灣台         | 《甘味人生》                           | 孫碧霞   |      |
| 2015年 | 三立都會台         | 《好想談戀愛》                         | 夏楊春秀 |      |
| 2016年 | 台視               | 《700歲旅程》                          | 劉好     |      |
| 2017年 | 台視               | 《植劇場－五味八珍的歲月》             | 林春     |      |
| 2018年 | 三立台灣台         | 《金家好媳婦》                         | 金柯美滿 |      |
| 2018年 | 三立都會台         | 《姊的時代》                           | 蘇李玉琴 |      |
| 2018年 | 台視               | 《情·份》                              | 李金春   |      |
| 2018年 | 大愛電視台         | 《阿英的成長日記》                     | 林陳花   |      |
| 2018年 | 公視               | 《8號公園》                            | 陳黃秀音 |      |
| 2018年 | 公視               | 《無法辯護》                           | 阿鸞     |      |
| 2019年 | 八大綜合台         | 《一起幹大事》                         | 周陳珠蘭 |      |
| 2019年 | 華視、三立都會台   | 《用九柑仔店》                         | 陳淑枝   |      |
| 2019年 | 華視               | 《阿公的限時批》                       | 吳素彩   |      |
| 2020年 | 三立台灣台         | 《炮仔聲》                             | 阿水婆   | 客串 |
| 2020年 | 大愛電視台         | 《我在你心裡》                         | 陳阿嬤   |      |
| 2021年 | 民視               | 《多情城市》                           | 張劉來春 |      |
| 2021年 | 民視               | 《黃金歲月》                           | 阿好嬸   | 客串 |
| 2021年 | 公視               | 《顧巢．抾箬仔》                       | 許母     |      |
| 2022年 | 大愛電視台         | 《隨風 隨緣》                          | 金玉姨   | 客串 |
| 2022年 | 中視、MyVideo      | 《洞裡的月亮》                         | 李王蘭   |      |
| 2022年 | 大愛電視台         | 《你好，我是誰？》                     | 孫劉秀盆 |      |
| 2023年 | 八大戲劇台、愛奇藝 | 《不良執念清除師》                     | 曾江桂蘭 |      |
| 2023年 | 大愛電視台         | 《搜尋者》                             | 李王麗好 |      |
| 2024年 | 華視、LINE TV      | 《華麗計程車行》                       | 玉珠嬤   |      |
| 2024年 | 民視               | 《愛的榮耀》                           | 張伍柳枝 |      |
| 2024年 | 東森戲劇台         | 《不愛，愛》                           | 老農婦   |      |
| 2024年 | 大愛電視台         | 《血·拾人生》                          | 吳春玉   |      |
| 2025年 | 大愛電視台         | 《臥龍好歲月》                         |          |      |

## 歌仔戲
| 戲名                       | 角色   |
| -------------------------- | ------ |
| 葉青歌仔戲《蛇郎君》       | 鬼母   |
| 葉青歌仔戲《孟麗君》       | 江三嫂 |
| 黃香蓮歌仔戲《草鞋状元郎》 | 徐母   |

## 音樂錄影帶
| 年份   | 歌名           | 演唱者 | 備註                                     |
| 2022年 | 《親愛的對象》 | 蔡依林 | 電影《關於我和鬼變成家人的那件事》主題曲 |

## 主持
- 2001年 三立都會台《辣嬤旅行團》

## 廣告代言
- 保濟堂「固樂沙敏」
- 救人化學製藥「克風邪」

## 外部連結
- 滿嬌姨的家的Facebook專頁
- . 台灣電影數位典藏中心. 財團法人國家電影中心.   [2017-08-06]. （原始内容存档于2017-08-06）.
- 王滿嬌在互联网电影资料库（IMDb）上的資料（英文）
- 王滿嬌在香港影庫上的簡介
- 王滿嬌在台灣電影網上的資料（繁體中文）